# Тазовая кость
Тазовая кость (лат. os coxae) — это обозначение для парной кости правой и левой, которые относятся к поясу нижних конечностей, а вместе с крестцом и копчиком образуют таз. Используется также название безымянные кости. Каждая из тазовых костей в свою очередь образована тремя составляющими: подвздошной костью, седалищной костью и лобковой костью, которые соединяются посредством хряща в области вертлужной впадины, служащей местом соединения тазовой кости с бедренной. В возрасте 14-16 лет эти три кости срастаются, образуя единую тазовую кость.

## Подвздошная кость
Подвздошная кость (лат. os ilium) составляет ближайшую к позвоночнику часть пояса задних конечностей или таза, сочленяющуюся с крестцовыми позвонками. Она ясно выражена уже у амфибий. У человека она сочленяется крестцовой костью, являющейся результатом слияния 5 позвонков, и в области вертлужной впадины, служащей для помещения головки бедра, срастается с двумя другими тазовыми костями: седалищной и лобковой. Верхний край подвздошной кости человека закруглён, передний и задний образуют по два выступа (лат. spinae anterior superior, ant. inferior, posterior superior, post. inferior), а на своей внутренней и наружной поверхности она имеет изогнутое линейное возвышение (linea arcuata inferior et exterior).

## Седалищная кость
Седалищная кость (лат. os ischii) — одна из костей пояса задних или нижних конечностей, иначе таза. Она ясно выражена уже у амфибий. У человека она состоит из следующих частей: тело, которое соединяется сверху с подвздошной костью, а спереди с лобковой горизонтальной ветвью и вместе с этими костями образует тазовую кость (os coxae). В месте соединения этих костей находится вертлужная впадина (acetabulum) для приёма бедренной головки. От тела вниз на задней части отходит нисходящая ветвь (ramus descendens), образующая на нижнезаднем углу седалищный бугор (Tuberculum ossis ischii) и продолжающаяся вперёд и вверх в виде восходящей ветви (ramus ascendens). Последняя с нисходящей ветвью лобковой кости, и таким образом между телом седалищной кости, её обеими ветвями и обеими ветвями лобковой образуется овальной формы отверстие (foramen obturatum sivo ovale).

## Лобковая кость
Лобковая кость (лат. os pubis) — одна из трёх костей, образующих при сращении тазовую кость. Состоит из тела и двух ветвей. Ветви и тело лобковой кости образуют запирательное отверстие (foramen obturatoris), закрытое запирательной мембраной. Две лобковые кости, срастаясь, образуют переднюю стенку таза.

## Изображения

Тазовые кости в скелете таза человека выделены красным
Суставные полулунные поверхности вертлужных впадин тазовых костей участвующие в образовании тазобедренных суставов (левого и правого) отмечены красным
Лимб вертлюжной впадины правой тазовой кости
Вырезка вертлюжной впадины правой тазовой кости
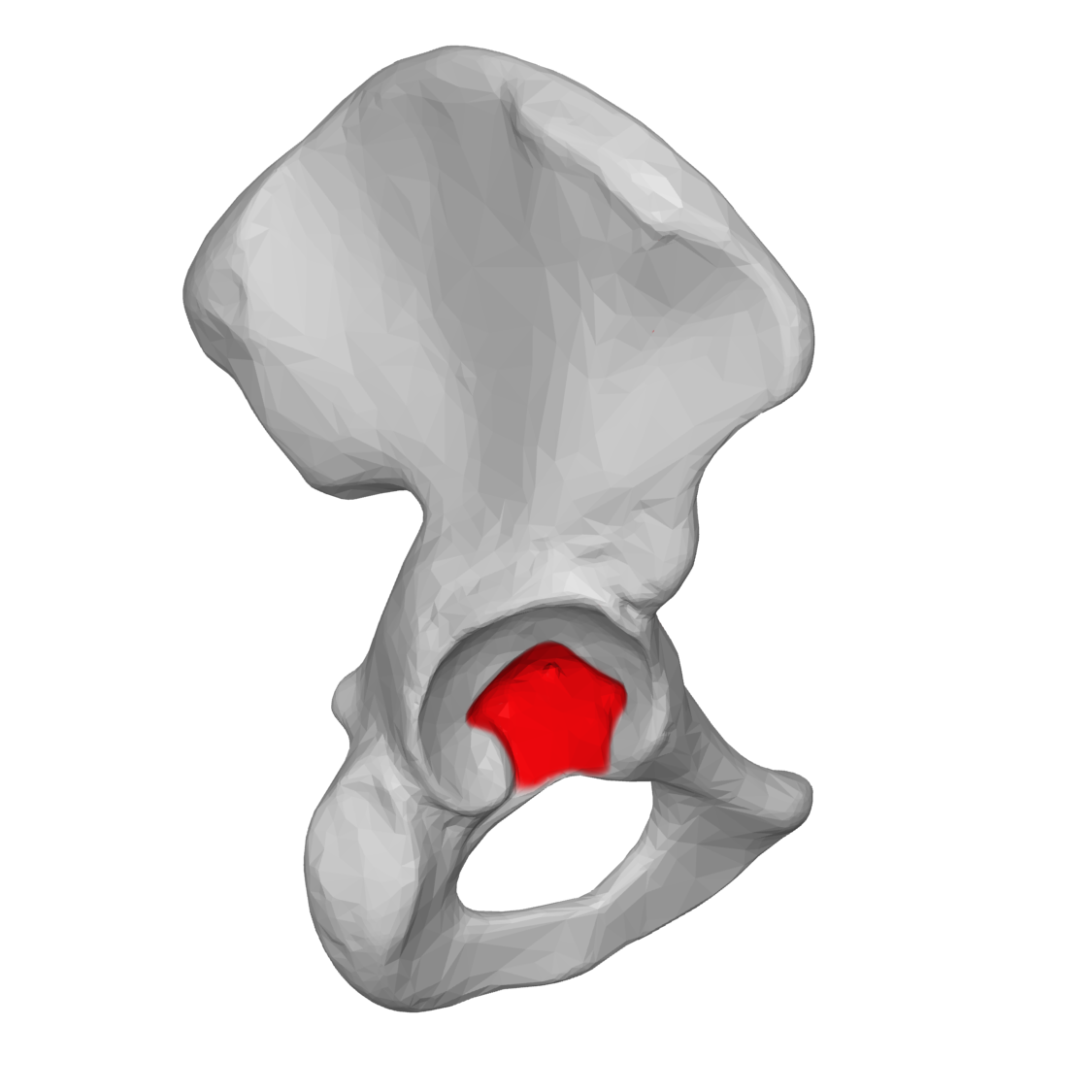
Ямка вертлюжной впадины правой тазовой кости
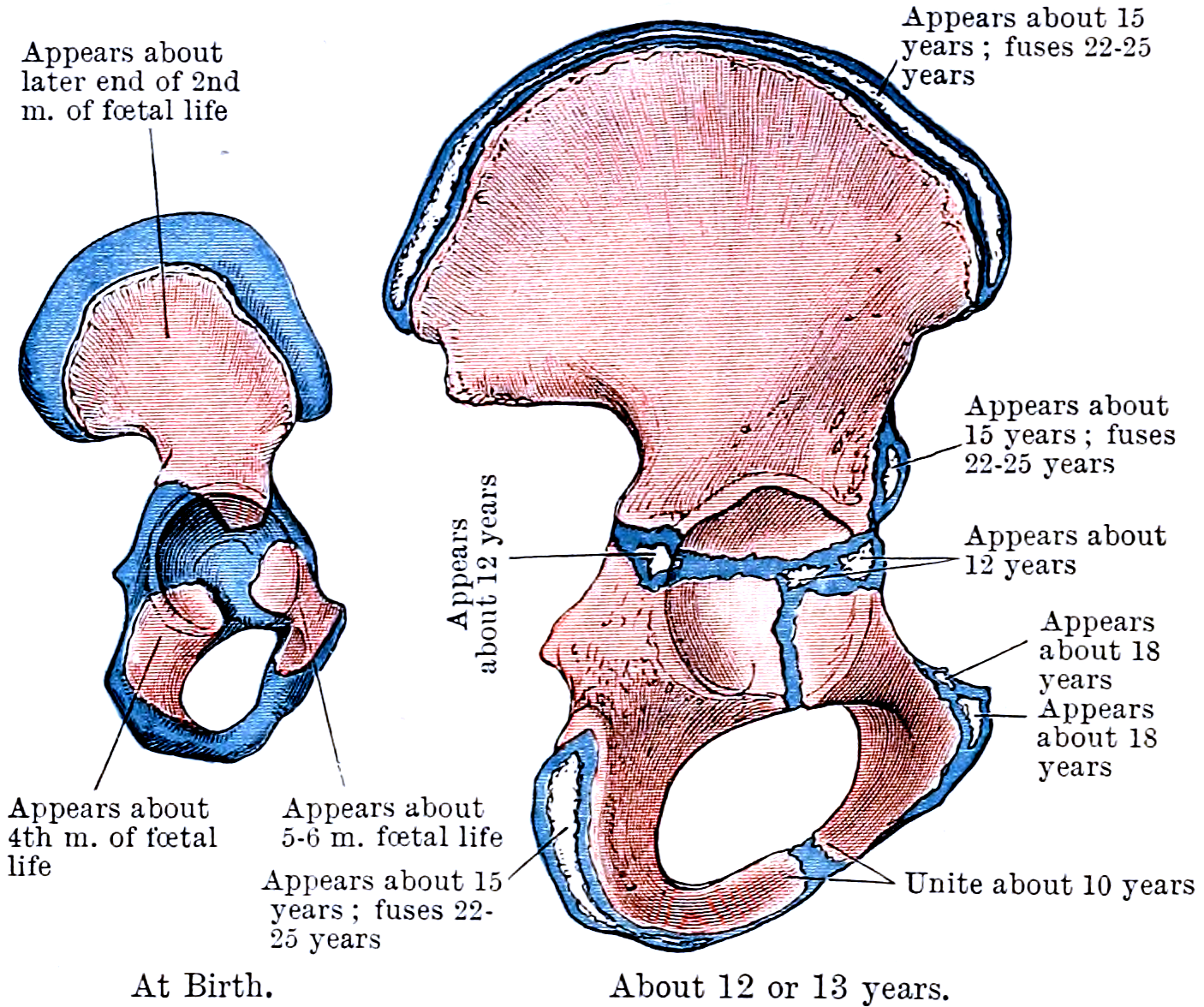
Тазовые кости новорождённого (слева) и ребёнка 12-13 лет, синим отмечена хрящевая ткань
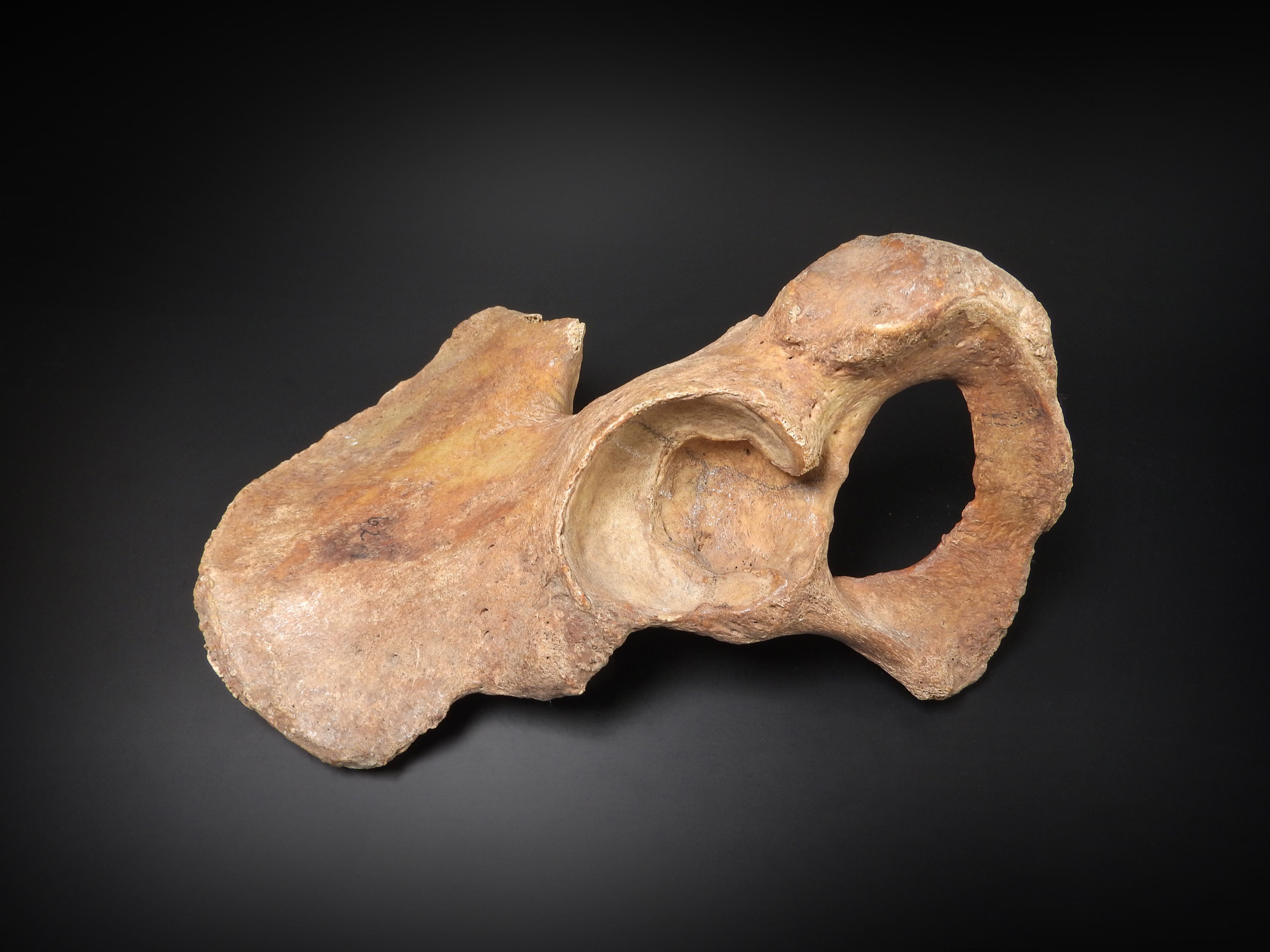
Фотография анатомического препарата левой тазовой кости, латеральная поверхность
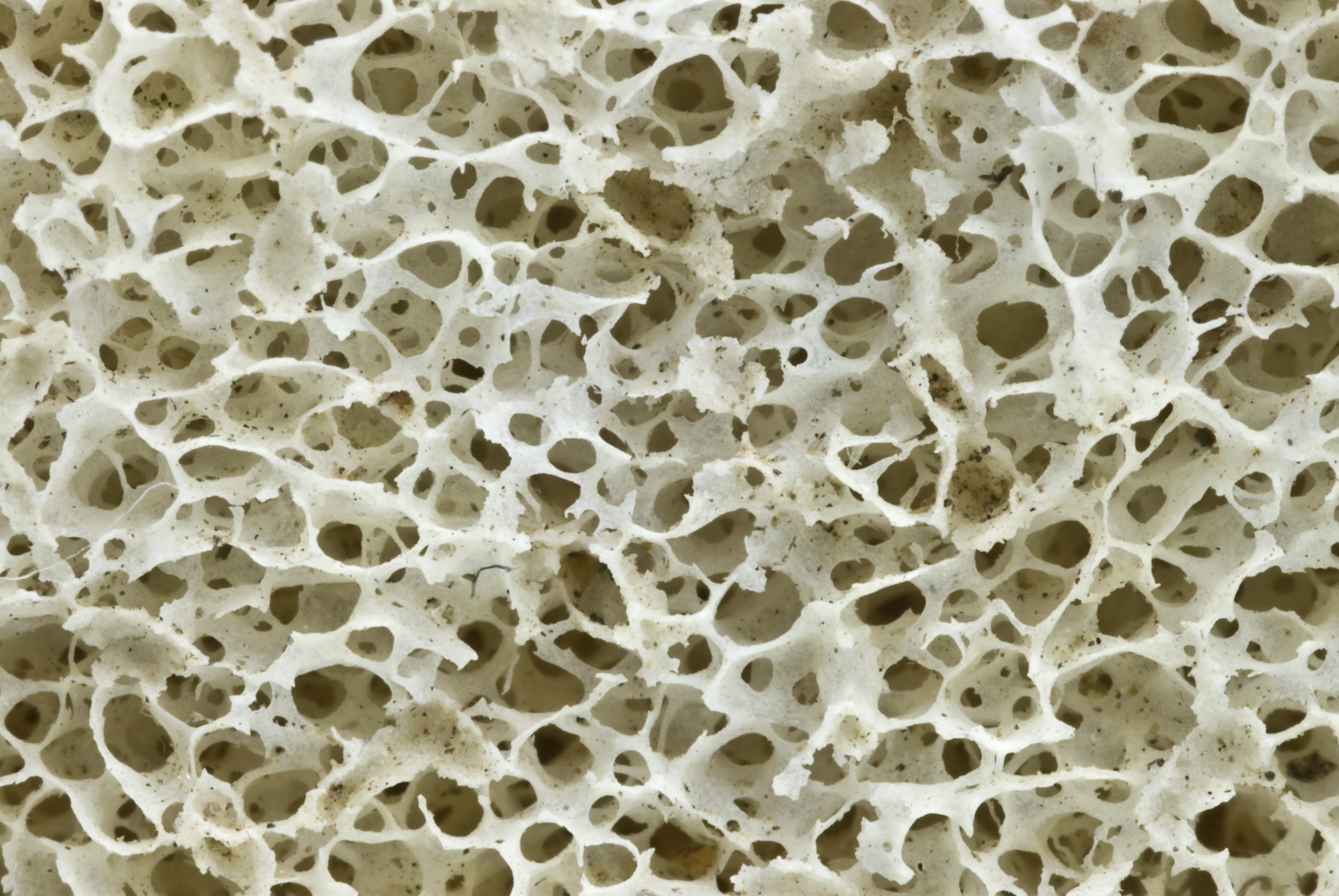
Макрофотография костной структуры губчатого вещества тазовых костей, содержимое удалено
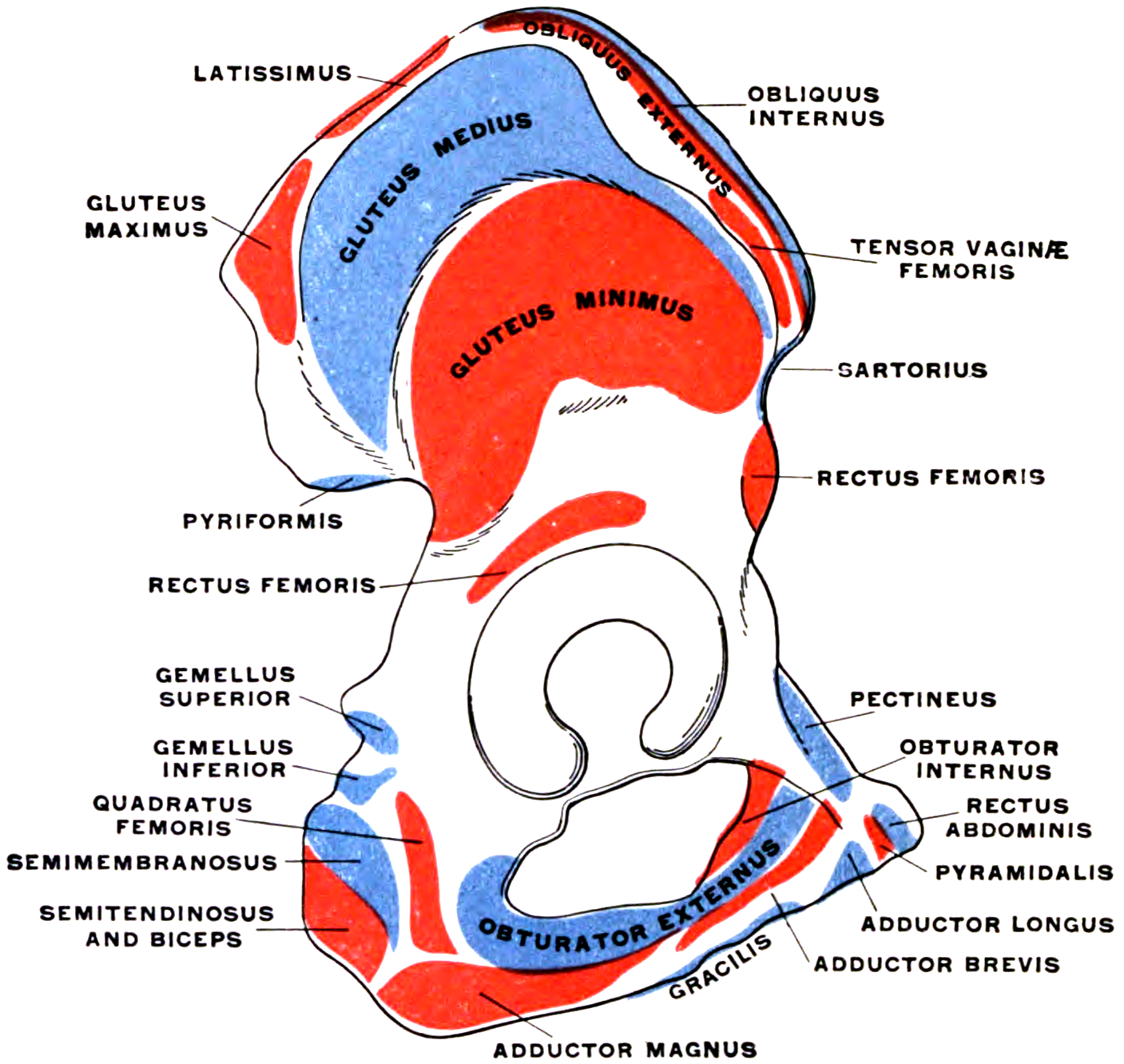
Места прикрепления мышц к тазовой кости, латеральная поверхность
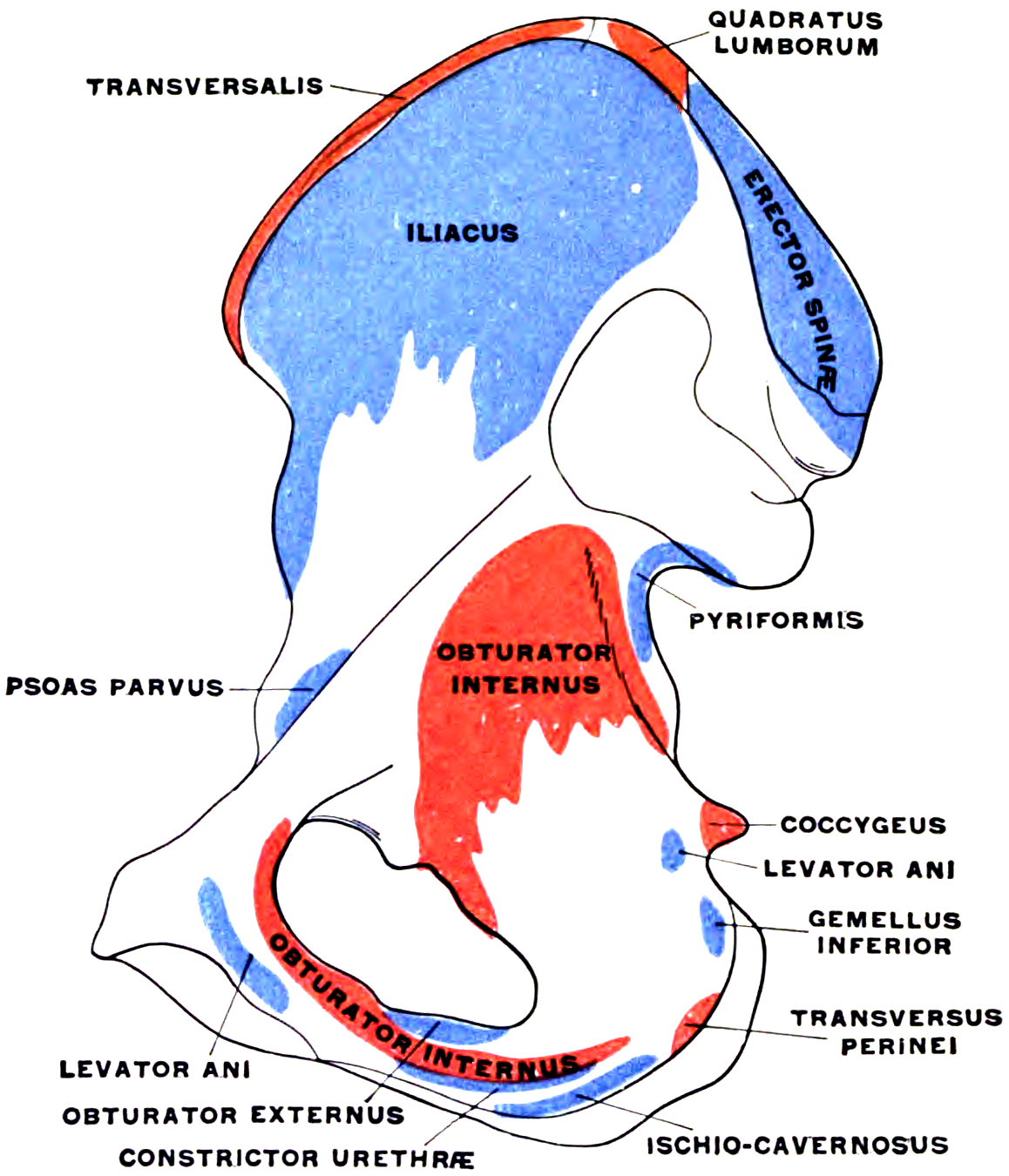
Места прикрепления мышц к тазовой кости, медиальная поверхность
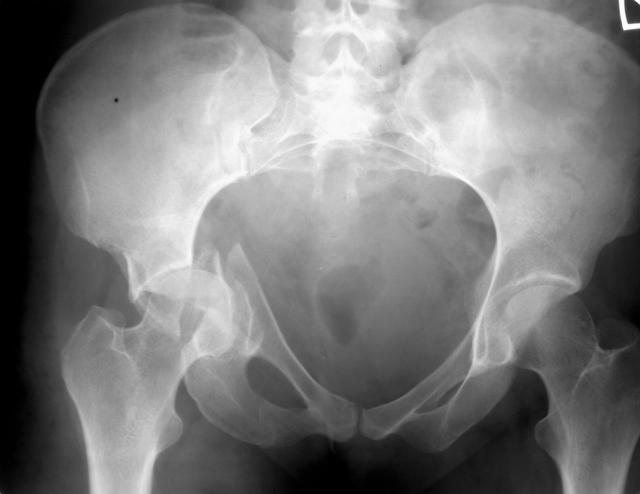
Рентгеновский снимок перелома правой тазовой кости с повреждением вертлужной впадины суставной головкой бедренной кости